# Guillem Roma i Tort
Guillem Roma i Tort (Manlleu, Osona; 9 de juliol de 1984) és un músic, compositor, realitzador i director de videoclips català.

## Trajectòria artística
Als 6 anys Roma s'inicià en els estudis de piano, va aprendre a tocar el saxo i la guitarra mentre estudiava Comunicació Audiovisual a la UAB. S'estrena musicalment amb Secret Place (Alfònix, 2007) i tot seguit s'envà a Cuba per estudiar cinema (documental i guió) i per expandir la seva tècnica musical que influirà en les seves cançons posteriors. Roma utilitza recursos provinents de la música electrònica. A més, en les cançons s'hi troben menys elements que en les cançons d'autor, recurrents en el músic.
Guillem Roma ha dut a terme actuacions a localitats com ara el Palau Sant Jordi, la sala Luz de Gas, L'Atlàntida de Vic, el Festival Ítaca, o el Festival Arrela't.

Tot i la seva llarga trajectòria artística, Guillem Roma s'ha fet viral el 2024 amb la cançó Imaginar, banda sonora de l'anunci del centenari de Telefónica.

## Videoclips i món audiovisual
Guillem Roma ha gravat els seus propis videoclips durant tota la seva trajectòria. Entre les seves produccions s'hi troben: "Realidad Paralela", "La Contradicció", "Senyals", "Connexions", "El teu llit", "Oasis de Neón", "Dolphin's Song", "Dejarnos ir", "El Senyor", "La tendència natural", "Velho Mar" (amb col·laboració amb Dansara), o "Foc". A més, el realitzador català també ha dirigit videoclips d'altres artistes, com ara Gemma Humet, Blaumut, Alessio Arena, Gessamí, Pësh, Beth Rodergas o Irene Ferioli. A banda de "Kiribati", algunes de les gravacions destacades per la direcció de Roma han estat "Roba estesa" (Guillem Roma, 2017), que es va rodar en moltes localitzacions diferents, generan així una varietat amplia en les seves escenes; "Warriors" (Pësh, 2018), on es filma el moviment de la dansa en relació amb la música, fent especialment ús del concepte de velocitat i del vídeo en marxa enrere en moments concrets; "Dol" (Selma Bruna, 2019), que utilitza recursos com ara els primers plans i la il·luminació; "Agost" (Irene Ferioli, 2020); o "Maggio si' tu" (Alessio Arena i Giancarlo Arena, 2020).

## Discografia
- Secret Place (Afònix, 2007)
- Oxitocina (Autoeditat, 2012)
- Nòmades (Autoeditat, 2014)
- Connexions (Sulawesi Records, 2017)
- La constant i la variable (U98 Music, 2019)
- Kiribati (U98 Music, 2021)
- Postureo real (U98 Music, 2023)
- Platja tropical (EP digital de 6 temes - U98 Music, 2025) amb la Cobla Marinada.